# Companhia do Caminho de Ferro do Porto à Póvoa e Famalicão
A Companhia do Caminho de Ferro do Porto à Póvoa e Famalicão, originalmente conhecida como Companhia do Caminho de Ferro do Porto à Póvoa, e mais conhecida como Companhia da Póvoa, foi uma empresa portuguesa, que construiu e explorou o troço entre as Estações de Porto-Boavista e Famalicão da Linha do Porto à Póvoa e Famalicão, em Portugal; fundiu-se com a Companhia do Caminho de Ferro de Guimarães, criando a Companhia dos Caminhos de Ferro do Norte de Portugal, em 14 de Janeiro de 1927.

## História

### Planeamento e construção da Linha do Porto à Póvoa e Famalicão

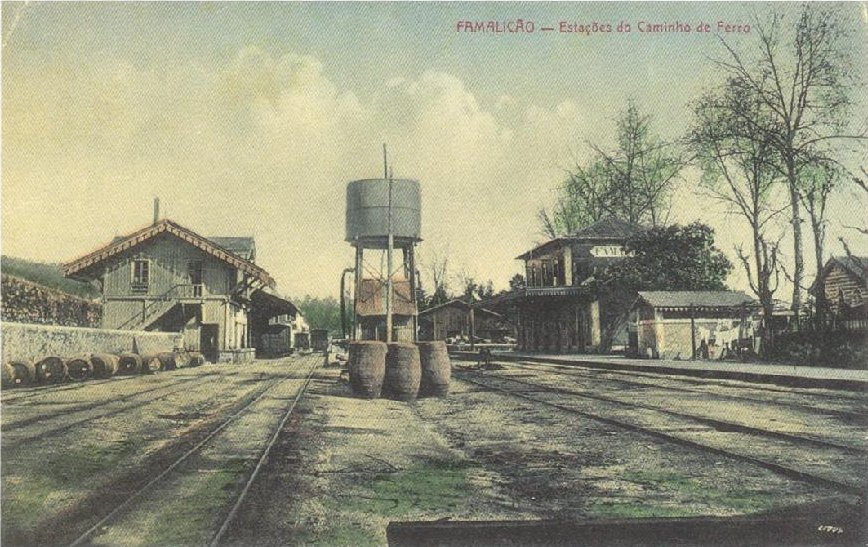
Postal antigo, retratando a Estação de Famalicão.

No dia 19 de Junho de 1873, foi deferida, ao Barão de Kessler e a Temple Ellicot, a construção e exploração de um caminho de ferro entre as cidades do Porto e da Póvoa de Varzim, com a bitola de 0,90 m, sem quaisquer encargos para o estado. Um despacho de 30 de Dezembro de 1873 autorizou que se procedesse ao trespasse desta concessão para a Companhia do Caminho de Ferro do Porto à Póvoa, que foi criada expressamente para aquele fim; este processo foi validado por uma portaria de 9 de Abril de 1874. A companhia foi fundada em capitais britânicos, o que influenciou a escolha da bitola utilizada, e o facto das primeiras locomotivas terem sido fornecidas pela casa Fairlie Engine Company.
Ao contrário do habitual neste género de empreendimentos, a construção da linha não ofereceu problemas de maior, tendo sido inaugurada em 1 de Outubro de 1875, apenas cerca de ano e meio após a constituição da Companhia. Este foi o primeiro caminho de ferro público de via estreita em Portugal, motivo pelo qual a empresa enfrentou alguns problemas no início da exploração; posteriormente, conseguiu superar estas dificuldades, tendo chegado a obter algum sucesso na exploração comercial. Assim, pôde expandir o seu parque de material motor e rebocado, como a encomenda de novas locomotivas em 1897.
Em 19 de Dezembro de 1876, a Companhia foi autorizada a prolongar a Linha até Famalicão, onde se iria encontrar com a Linha do Minho; a construção decorreu sem incidentes, tendo o primeiro troço, até Fontaínhas, sido aberto em 7 de Agosto de 1878. A ligação a Famalicão foi concluída em 12 de Junho de 1881.

### Formação da Companhia do Norte
Desde o início do Século XX que esta empresa se queria unir com a Companhia do Caminho de Ferro de Guimarães, que explorava a Linha de Guimarães; esta aspiração devia-se, principalmente, à proximidade das operações de ambas as empresas, cujas linhas constituíam a rede secundária do Minho. Por outro lado, o governo reconhecia que nenhuma das duas Companhias tinham a sua sobrevivência assegurada, enquanto estivessem a operar separadamente. A união esteve quase a fazer-se em 1908, mas sem sucesso. Uma lei de 20 de Junho de 1912 firmou as condições necessárias para se realizar a fusão entre estas duas Companhias, mais uma outra, que tinha recebido a concessão para construir as Linhas do Alto Minho, de Braga a Guimarães, e de Viana a Ponte da Barca. No entanto, este processo foi atrasado por vários problemas, especialmente o decorrer da Primeira Guerra Mundial, tendo a fusão entre esta empresa e a Companhia do Caminho de Ferro de Guimarães ocorrido com a publicação dos novos estatutos, em 14 de Janeiro de 1927, formando a Companhia dos Caminhos de Ferro do Norte de Portugal.

## Caracterização

### Tipos de atrelagem
O sistema de atrelagem típico no material circulante desta Companhia era em tulipa.

### Material circulante
As primeiras locomotivas utilizadas por esta Companhia eram duas máquinas do tipo Fairlie, encomendadas à Fairlie Engine Company, e fabricadas em 1875 pela Vulcan Foundry. Também teve ao serviço duas locomotivas Krauss, que possuíam os números 10 e 11, e que foram posteriormente integradas na Companhia dos Caminhos de Ferro Portugueses, formando a Série E61 a E62. O parque motor desta empresa também contou com três locomotivas tanque 0-3-0 do Tipo 84 da casa francesa Fives-Lille. Estas locomotivas, que receberam os números 7, 8 e 9 da Companhia, constituíram ulteriormente a Série E31 a E33 da Companhia dos Caminhos de Ferro Portugueses.